# Ruukki Construction
Ruukki Construction (произносится «Руукки Констракшн»; также Ruukki) — финский производитель конструкций для кровли.
Головной офис компании находится в городе Хельсинки.
Ruukki Construction является дочерней компанией SSAB. SSAB — это сталелитейная компания, которая базируется в странах Северной Европы и США и действует более, чем в 50 странах мира.

## История
Компания основана в 1960 году финскими государственными компаниями Outokumpu, Valmet, Wärtsilä, Rauma-Repola и Fiskars, а также Lokomo и Otanmäki. Одной из основных целей создания компании было обеспечение компаний Финляндии качественным металлом.

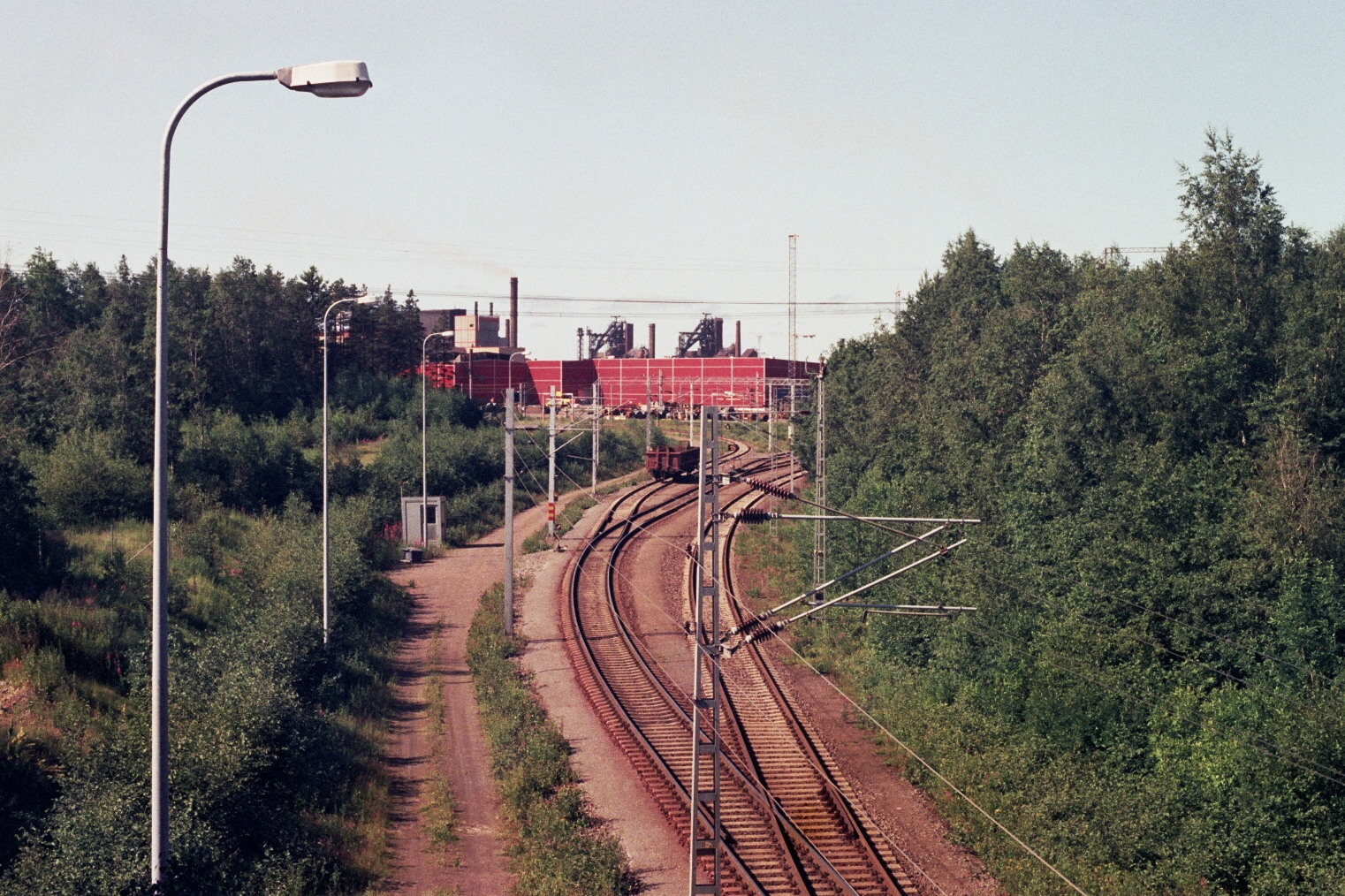
Металлургический комбинат в Раахе в 2009 году

В 1964 году в строй вступила первая очередь металлургического комбината в городе Раахе (ставший в те годы крупнейшим во всей Северной Европе), который строился с 1962 по 1973 год при участии советских специалистов из Центрального ордена Трудового Красного Знамени научно-исследовательского и проектного института строительных металлоконструкций им. Н. П. Мельникова (ЦНИИПСК)). Завод является по структуре аналогичным Череповецкому металлургическому комбинату в городе Череповце (Вологодская область).
В 1972 году закончено строительство завода по производству тонколистовой стали в городе Хямеенлинна.
В 1985 году основано производство грузовых вагонов Transtech в Отанмяки и Тайвалкоски, а в 1991 году к компании присоединен завод пассажирских железнодорожных транспортных средств и локомотивов Valmet в Тампере. В 1998 году производство в Тайвалкоски было продано Telatek Oy, в 1999 году остальной бизнес Transtech был продан испанской Patentes Talgo SA, которая перепродала его в 2007 году финской Pritech Oy.
В 1989 году были приобретены завод полимерных покрытий Metalcolour A/S (Нюкёбинг Фальстер, Дания), стальная оптовая компания CCB Gruppen (Осло, Норвегия) и трубный завод Schmacke Rohr GmbH (Зундерн, Германия). Также в 1989 году построен завод холодногнутых профилей Stelform A/S в Фредерисии (Дания).
В 1991 (50 % акций) и 1994 (оставшиеся 50 % акций) годах Rautaruukki приобрела немецкую компанию Carl Froh GmbH.
В 1991 году приобретена компания Rannila (Вимпели, Финляндия). В 1995 году Rautaruukki объединила компанию с фирмами Verho-Metalli Oy и Mäkelä Metals Oy в новую компанию Rannila Steel Oy.
В 2006 году Ruukki приобрела компанию «Венталл» (производителя металлоконструкций и ряда серийных зданий («Спайдер-В», «Кондор») с двумя заводами — в Обнинске и Балабаново (Калужская область). В Обнинске также расположился головной офис компании в России.
В 2012 году машиностроительные подразделения Ruukki Engineering и Komas (под управлением CapMan) после одобрения со стороны Европейской комиссии были выделены в новую компанию. Эта компания получила название Fortaco, считается, что её специализацией будет производство компонентов и продуктов для машиностроения.

### Сотрудничество с СССР
Советские специалисты участвовали в строительстве металлургического комбината в Раахе в 1962—1973 годах, а также в 1983 году — в реконструкции этого же комбината. Кроме того, Rautrauukki связывали тесные экономические отношения с Костомукшским ГОК.

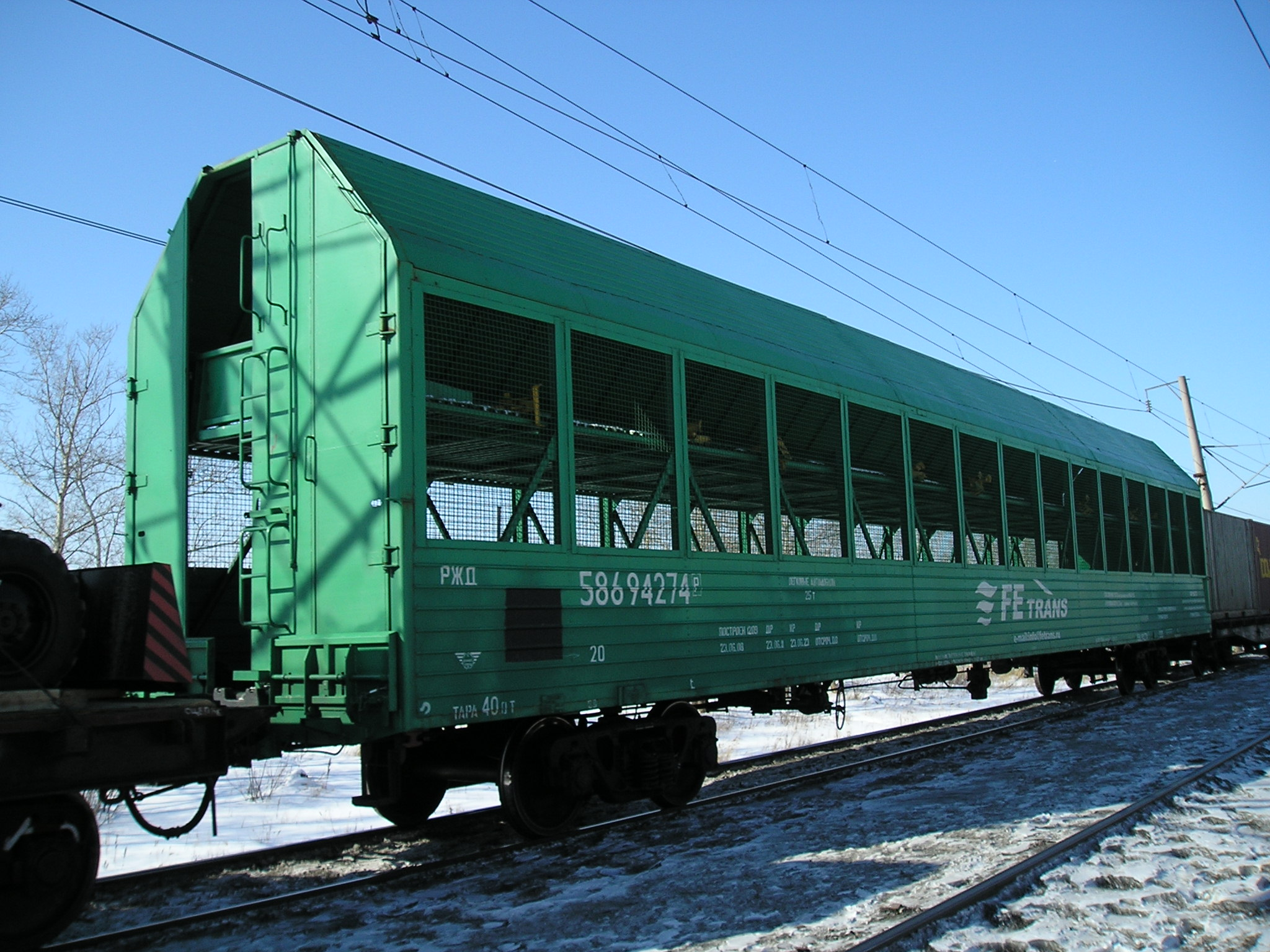
Вагон для перевозки автомобилей, произведённый Rautaruukki

В 1983 году, в статье «Улица с двусторонним движением» президент компании Хельге Хаависто отмечал:
Советский Союз поставил нам отличное металлургическое оборудование. Например, машины непрерывного литья заготовок я считаю лучшими в мире. Многие годы они работают высокопроизводительно и надежно. Недавно получили из СССР рабочие чертежи технологического оборудования, предназначенного для модернизации всего комбината. Договорились, что начнем сотрудничать и в расширении сырьевой базы для комбината в Раахе. Ваши специалисты подготовили проект карты признаков железных руд в Финляндии…
В 1982 году фирма подписала соглашение о поставке грузовых вагонов с советским «Энергомашэкспортом». Согласно контракту должны были поставляться крытые вагоны-автомобилевозы, платформы-лесовозы, цистерны для жидкой серы, цистерны-термосы для пищевых продуктов, хопперы-минераловозы. Поставка вагонов с заводов Transtech началась в ноябре 1985 года, к декабрю 1988 было поставлено 5000 вагонов. К 1989 году был освоен выпуск вагонов-кенгуру для перевозки автомобильных прицепов, но производство и поставки вагонов в СССР прекратились в том же 1989 году.

### История сотрудничества с «Карельским окатышем»
Финские специалисты участвовали в строительстве Костомукшского горно-обогатительного комбината (ныне — «Карельский окатыш») в 1978—1982 годах в городе Костомукша Карельской АССР (ныне — Республика Карелия). В 1983 году началась поставка окатышей в Финляндию: между СССР и Финляндией существовала договоренность об оплате этих работ сырьём, поставляемом из Костомукши на металлургический комбинат в Раахе.
На протяжении этого периода «Карельский окатыш» полностью покрывал потребности Rautaruukki в сырье. Однако в 2007 году компания отказалась от поставок из России, заключив контракт со шведской LKAB.
Сотрудничество было возобновлено только в мае 2012 года, когда между Rautrauukki и компаниями ОАО «Карельский окатыш» и ОАО «Воркутауголь», входящими в компанию «Северсталь Ресурс» были заключены контракты на поставки железнорудных окатышей и коксующегося угля на заводы Rautaruukki. Поставки покрывают около 20 % потребностей финского металлургического концерна в сырье. При этом Rautrauukki не отказалась от сотрудничества с LKAB, а лишь диверсифицировала поставки.
В феврале 2013 года была обнародована информация о том, что Rautaruukki и «Северсталь» начали совместную разработку новых сортов железорудных окатышей совместно с учёными лаборатории Raahe Works (компании Rautrauukki) и университета Оулу.

### Спор за наименование Ruukki
Rautaruukki иногда путают с компанией Ruukki Group PLC, которая также претендовала на бренд Ruukki и пыталась работать под ним в России.
Rautaruukki повсеместно используется маркетинговое название Ruukki с 2004 года (ранее, с 1970 года, это название публично использовалось для ряда специальных продуктов).
В 2006 году в Окружном суде Хельсинки и в 2007 году в Апелляционном суде Ruukki Group неудачно попыталась отсудить права на наименование Ruukki.
Торговым судом Хельсинки 5 февраля 2008 года были отклонены все требования Ruukki Group Oyj к Rautaruukki. Ruukki Group Oyj настаивала, чтобы суд назначил для Rautaruukki выплату штрафных платежей за использование имени Ruukki в качестве торговой марки. В 2010 году Ruukki Group снова попыталась отсудить права на наименование Ruukki.
Окончательно спор был урегулирован только в 2013 году. Ruukki Group Oyj сменила название на Afarak Group Oyj, а Rautaruukki стала использовать во всех коммуникациях название Ruukki. Rautaruukki будет платить за права на название Ruukki компенсацию Afarak Group, которая, по словам представителя Rautaruukki, является незначительной.

## Структура собственности и руководство

### В России
С лета 2011 года ООО «Руукки Рус» возглавляет Юсси Туйску, бывший вице-президент Ruukki Metals по России, до прихода в Ruukki возглавлявший торговый центр «Калинка-Stockmann».
ООО «Руукки Рус» на 100 % принадлежит головной Ruukki Construction.

### В мире
Группу компаний Ruukki Construction с 2016 года возглавляет Sami Eronen.
В составе акционеров головной компании Группы Rautaruukki:
- Solidium Oy — 39,67 %;
- Varma Mutual Pension Insurance C. — 2,51 %;
- фонды Nordea — 1,85 %;
- Государственный пенсионный фонд Финляндии — 1,41 %;
- Rautaruukki Corporation — 0,99 %;
- фонды OP — 0,91 %;
- Ilmarinen Mutual Pension Insurance Company — 0,89 %;
- фонды SEB Gyllenberg — 0,72 %;
- E&K Rannila Oy — 0,65 %;
- Rumtec Holding Oy — 0,65 %.

Доля каждого из остальных корпоративных инвесторов менее 0,5 % акций.

## Структура компании

### В России
В России Ruukki Construction представлена компанией ООО «Руукки Рус»:
- головной офис в Обнинске;
- заводы в Балабаново и Обнинске;
- склады в Балабаново и Ростове-на-Дону;
- сервисный металлоцентр в Санкт-Петербурге;
- два проектных бюро в Обнинске и одно в Санкт-Петербурге;
- 9 представительств.

### В мире
В составе глобальной компании Ruukki Construction:
- Ruukki Construction (головной офис в Хельсинки);
- Ruukki Metals Oy (заводы в Акаа, Хямеэнлинна, Канкаанпяа, Лаппохья, Оулайнен, Раахе, Сийкалатва, склады в Хювинкяа, Наантали);
- Ruukki Construction Oy (производство в Алаярви, Перясейняйоки, Пори, Вимпели, Юливиеска);
- ZAT Ruukki Ukraina (завод в Антраците и Копылове);
- Ruukki Metal Components (Shanghai) Co. Ltd. (завод) и Ruukki Trading (Shanghai) Co. Ltd. (склад) в Шанхае;
- Ruukki Products AS (завод в Пярну);
- UAB Ruukki Lietuva (завод и склад в Гаргждай, склад в Вайдотай (Вильнюсский район));
- Ruukki Construction Norge AS (завод в Грессвике), Ruukki Norge AS (склады в Бергене, Брюне, Кристиансанде, Осло, Тронхейме, Эрста);
- Ruukki Polska Sp. zo.o. (заводы в Оборниках, Жирардуве);
- Ruukki Romania (завод в Болинтин-Дял);
- Ruukki SverigeAB (заводы в Андерслёве, Вирсбо, склады в Хальмстаде, Йёнчёпинге).

## Продукция
Ruukki производит:
- металлоконструкции для строительства зданий разного назначения:
  - промышленные здания (завод по производству МДФ в пгт Холм-Жирковский[44], установка по производству меламина на заводе «Невинномысский азот»[45], завод высокопрочной проволоки для выпуска солнечных батарей в Грязях[46], завод Samsung в Ворсино[47][48], завод LG Electronics в Дорохово[49];
  - сельскохозяйственные сооружения (птицефабрики в Марий Эл[50][51], Белгородской[47], Новгородской[47][52], Ростовской областях[53][54], свинокомплексы «Камский бекон» в Набережных Челнах[55] и «Алтаймясопром» в Тальменке[56]);
  - логистические и складские комплексы (логистический центр корпорации «Сибирское здоровье» в Бердске[57], логистический центр для сети интернет-гипермаркетов «Утконос» в Москве[58][59], национальный логистический парк в Крёкшине[59], почтовый терминал в Халльсберге[60]);
  - транспортные предприятия (здание пассажирского терминала «Внуково»[47]);
  - торговые предприятия (автосалон Skoda в Курске[47], ТЦ «Сити-Молл» в Южно-Сахалинске[47], гипермаркеты «Ашан»[18], торговый комплекс Mall of Scandinavia в Сольне[61]);
  - спортивные сооружения (стадион «Газпром Арена» в Санкт-Петербурге[62][63][64], ледовый дворец «Витязь» в Подольске[18], ледовый дворец в Хабаровске[65], крытый велодром и ледовый каток в Саранске[66], универсальный спорткомплекс в шведском Норрчёпинге[67]);
  - здания для организации культурных мероприятий (концертный зал в Ставангере[68][69]);
  - здания для энергетики (ГТЭС «Коломенское» в Москве[47], нефтеналивные и газовые ёмкости для проекта «Сахалин-2»[70][71], металлокаркас корпусов двух энергоблоков Черепетской ГРЭС[72], металлоконструкции для реконструкции Баксанской ГЭС[73], электростанции в Вестеросе[74] и Нарве[75]);
  - мосты (мост во Владивостоке[76][77], вантовый мост Ипсилон через реку Драмменсельва в Драммене (Норвегия)[78]);
- сэндвич-панели (например, для выставочного комплекс «Крокус Экспо» в Московской области, для завода ветряных турбин WinWind в г. Хамина (Финляндия), развлекательного центра «Думан» в Астане);
- фасадные облицовки (например, для Центра Maritime Centre Vellamo в Котке — Морской музей Финляндии и музей Кюменлааксо[79]);
- профнастил;
- металлочерепицу;
- водостоки;

### Важные проекты

#### Строительство
Ruukki (ООО «Руукки Рус») была одной из компаний, выполнявших заказы по реконструкции Большого театра; ею были изготовлены новые металлические конструкции. Прежде стропильные фермы сценической части опирались прямо на стены. Когда проект работ находился ещё на стадии подготовки, было принято решение снять нагрузку со стен и опереть сценические конструкции на сваи, закрепив их на металлической раме. Сами металлоконструкции (общий вес заказа составил 412,5 тонн металла) были изготовлены на заводе компании в Обнинске.
Фирмой Ruukki были изготовлены и смонтированы стальные конструкции стадиона Friends Arena в Стокгольме (Швеция). Friends Arena стал одним из самых крупных стадионов не только в Швеции, но и в Северной Европе. Его трибуны рассчитаны почти 50 000 болельщиков.
Ruukki в 2007—2008 гг. поставила металлоконструкции крыши и фасада для строительства спорткомплекса «Мальмё-Арена», который принимал «Евровидение-2013». Также данный спорткомплекс принимал Чемпионат мира по гандболу среди мужчин 2011. В 2014 году «Мальмё-Арена» примет чемпионат мира по хоккею с шайбой среди молодёжных команд 2014.
Компания Ruukki в марте 2015 года приняла участие в реконструкции аэропорта Саранска в качестве субподрядчика по металлоконструкциям.

## Спонсорство и благотворительность
Осенью 2009 года в Третьяковской галерее проводилась выставка «Метаморфозы Арктики. Скульптура» ведущего финского скульптора Кари Хухтамо. Мероприятие проводилось под патронатом президента Республики Финляндия Тарьи Халонен. Поддержку выставки осуществляла компания Ruukki.
На Крымском Валу были инсталлированы прославившие художника мобили, в том числе подвесные, во дворе Главного здания Галереи в Лаврушинском — ряд монументальных композиций.

## Награды и премии
В 2012 году Ruukki получила награду Laatukeskus Excellence Финской ассоциации качества за технологию химической пассивации оцинкованных листов без применения шестивалентного хрома.